# Göteborgs tekniska institut

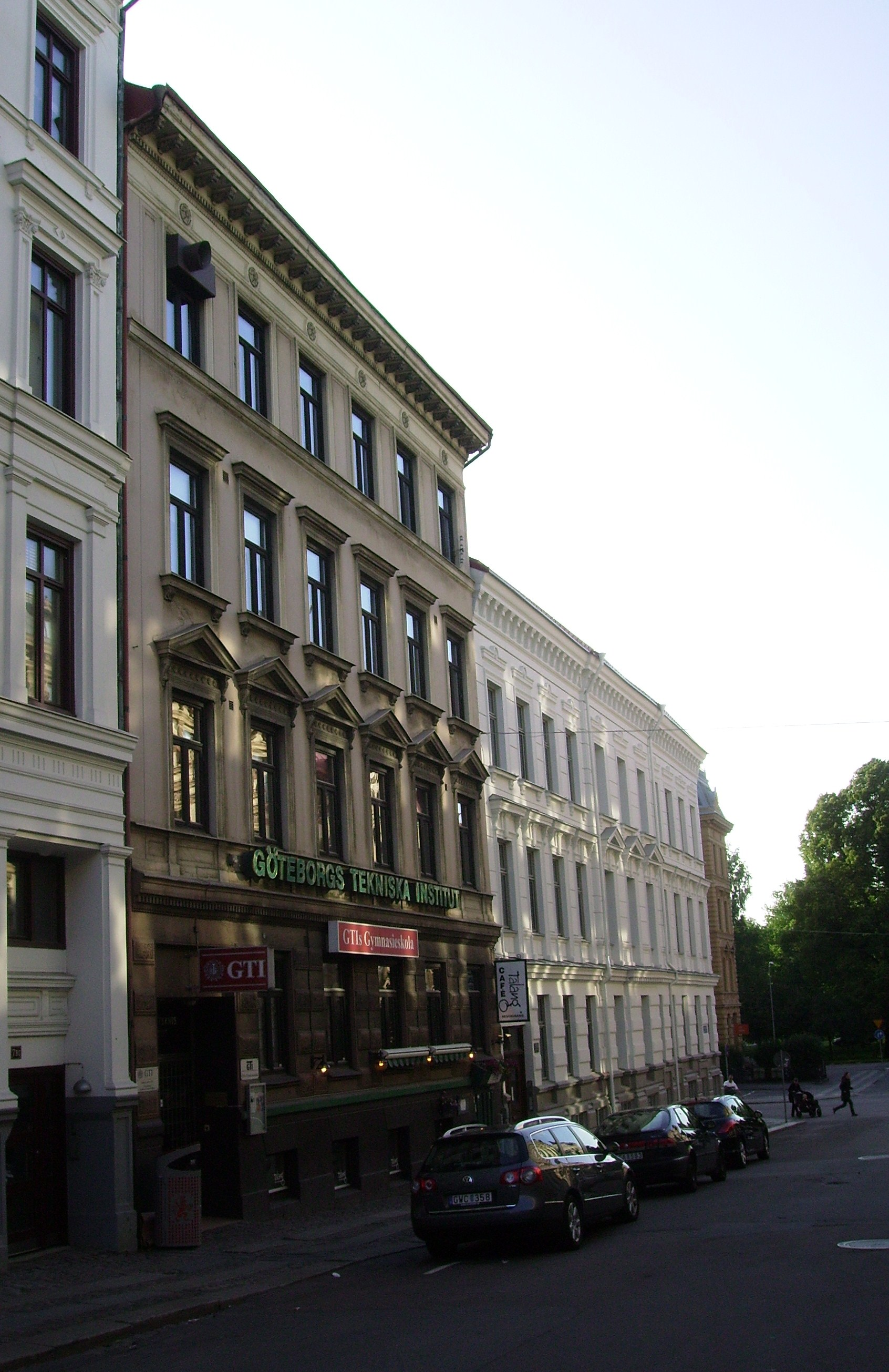
Göteborgs tekniska institut.

Göteborgs Tekniska Institut är en friskola på gymnasienivå i Göteborg. Då den grundades 1927 erbjöd skolan tekniska vuxenutbildningar. Den var känd för att under flera decennier ha tagit emot många elever från Norge. När skolan var som störst hade den 1 800 elever.
Idag[när?]  har Göteborgs Tekniska Institut cirka 400 elever och 35 lärare. Skolan erbjuder följande högskoleförberedande program: Naturvetenskapsprogrammet, Teknikprogrammet, Samhällsvetenskapsprogrammet och Ekonomiprogrammet.
Skolan ligger på Karl Gustavsgatan 5 i Göteborg och rektor är Eleonora Eriksson. Tidigare fanns skolan i den Heymanska villan vid nuvarande Vasagatan 16, uppförd 1867.
Skolan har följande program:
- Naturvetenskapsprogrammet, med inriktningarna naturvetenskap och naturvetenskap och samhälle[5]
- Samhällsvetenskapsprogrammet, med inriktningarna samhällsvetenskap och beteende[6]
- Ekonomiprogrammet, med inriktningen ekonomi[7]
- Teknikprogrammet, med inriktningarna samhällsbyggande och miljö och information och medieteknik[8]